# Ланге, Якоб Эмануэль
Якоб Эмануэль Ланге (дат. Jakob Emanuel Lange; 1864—1941) — датский миколог, ботаник и политик.

## Биография
Якоб Эмануэль Ланге родился 2 апреля 1864 года в южной части Дании. Учился в Датском сельскохозяйственном колледже. В 1888 году получил степень бакалавра, затем на протяжении около тридцати лет преподавал ботанику и экономику в Колледже.
Ланге издал несколько книг по ботанике и химии. В 1914 году он издал свою первую научную публикацию по микологии. В ней он предложил систему классификации рода Мицена, ориентируясь главным образом на форму цистид. До монографии мицен Робера Кюнера 1938 года эта работа являлась единственной монографией рода. В 1917 году он был назначен директором Фермерской школы в Оденсе.
Также Ланге был видным политиком, некоторое время возглавлял Датскую либерал-радикальную партию. Ланге написал книгу для детей, посвящённую диким цветам, изданную в почти 200 тысячах экземпляров. Также он издал несколько важных публикаций, описывающих виды шампиньонов, лепиот, навозников и псатирелл. Ланге ориентировался на систему классификации Элиаса Фриса и выделил очень небольшое количество новых родов. Он трижды посещал США — в 1927, 1932 и 1939.
Основная работа Ланге, Flora agaricina danica, состоящая из пяти томов с красочными рисунками грибов, была написана и издана с 1935 по 1940. Через несколько месяцев после окончания этой работы Ланге тяжело заболел. 27 декабря 1941 года он скончался. В это время Дания была оккупирована немецкими войсками. Фермерская школа в Оденсе была использована в качестве штаба Гестапо. 
Сын Якоба Эмануэля Мортен Ланге также был микологом и политиком, но более левым, чем отец.

## Некоторые научные работы
- Lange, J.E. (1914—1938). Studies in the agarics of Denmark, I—XII. Dansk Botanisk Arkiv 1—12.
- Lange, J.E. (1935—1936). Flora agaricina danica I. 90 pp.
- Lange, J.E. (1937). Flora agaricina danica II. 105 pp.
- Lange, J.E. (1938). Flora agaricina danica III. 96 pp.
- Lange, J.E. (1939). Flora agaricina danica IV. 119 pp.
- Lange, J.E. (1940). Flora agaricina danica V. 120 pp.
- Lange, J.E.; Lange, M.; Moser, M. (1964). 600 Pilze in Farben. 242 pp., 8 text fig., 600 col fig. Germany, München; Switzerland, Basle; Austria, Wien; B.L.V. Verlagsges.

## Некоторые виды грибов, названные в честь Я. Ланге
- Cortinarius jacobi-langei Bidaud, 2008
- Cortinarius langei Rob.Henry, 1985
- Entoloma langei Noordel. & T.Borgen, 1984
- Inocybe langei R.Heim, 1931
- Psalliota langei F.H.Møller, 1950 [syn.  Agaricus langei (F.H.Møller) F.H.Møller, 1952]
- Russula langei Bon, 1970